# Danny, prvak sveta
Danny, prvak sveta (v izvirniku angleško Danny, the Champion of the World) je mladinski roman, ki ga je leta 1975 napisal angleški pisatelj Roald Dahl.

## Poglavja
- 1. poglavje - Bencinska črpalka
- 2. poglavje - Veliki dobrodušni velikan
- 3. poglavje - Avtomobili, zmaji in ognjeni baloni
- 4. poglavje - Očetova najglobja in najmračnejša skrivnost
- 5. poglavje - Skrivnostne metode
- 6. poglavje - Gospod Victor Hazell
- 7. poglavje - Mali austin
- 8. poglavje - Luknja
- 9. poglavje - Zdravnik Spencer
- 10. poglavje - Velika strelska zabava
- 11. poglavje - Trnuljčica
- 12. poglavje - Četrtek in šola
- 13. poglavje - Petek
- 14. poglavje. - V gozd
- 15. poglavje - Čuvaj
- 16. poglavje - Prvak sveta
- 17. poglavje - Taksi
- 18. poglavje - Doma
- 19. poglavje - Zaspi, dete moje
- 20. poglavje - Zbogom, gospod Hazell
- 21. poglavje - Presenečenje zdravnika Spencerja
- 22. poglavje - Moj oče

## Vsebina
Knjiga govori o majhnem fantiču Dannyju, ki mu je umrla mama, ko je bil star le 4 mesece. Takrat je ostal sam s svojim očetom. Živela sta v lepi, majhni, a udobni romski prikolici. Nista bila ravno bogata, a očetova služba, polnenje in popravljanje avtomobilov, jima je prineslo ravno dovolj denarja. Vse je bilo super, njegov oče je bil najprijetnejši in verjetno tudi najprijaznejši človek na svetu. Vsak večer mu je pripovedoval svoje izmišljene zgodbe, ki so bile vedno razburljive in se vlekle več večerov. Dannyju je bilo najbolje, da se je vedno počutil varno, saj je bil njegov oče vedno ob njem. Ali v svoji postelji nad njim, ali na majhnem lesenem stolu zraven. Tako sta preživela dneve in leta, dokler ni Danny ugotovil očetove velike skrivnosti...

## Glavni literarni liki
- Danny
- Oče (William)
- zdravnik Spencer

## Izdaje
jezik: slovenščina
- Založba Sanje, leta 2006

jezik: angleščina
- leto 1977